# Guns, Gore and Cannoli 2
Guns, Gore & Cannoli 2 є продовженням попередньої роботи «Guns, Gore & Cannoli» і була випущена для Steam, Nintendo Switch, PlayStation 4 і Xbox One.

## Сюжет
Дія цього твору відбувається в 1944 році. Знаючи, що за безперервними нападами на його життя стоїть німецький Вермахт, Вінні сів на винищувач B-17, яким керував знайомий, і полетів до Франції, де мала розпочатися висадка в Нормандії.

## Ігровий процес
У попередній грі ви могли атакувати лише горизонтально, але в цій грі ви можете вільно змінювати напрямок прицілювання на 360 градусів. З іншого боку, метальна зброя, яка була доступна в попередній грі, наприклад гранати та коктейлі Молотова, не з'являються в цій грі. Крім того, нові дії з цієї гри включають подвійний стрибок у повітрі, відступ зі зброєю в руках, рух вперед і назад під час присідання, а також обертання вперед і назад для швидкого пересування.
Як і попередня гра, вона підтримує кооперативну гру до чотирьох осіб, але в цій грі ви можете набирати гравців через Інтернет і брати участь в іграх, у які грають інші гравці. З іншого боку, режим битви, який був у попередній грі, не включений.